# 김민석 (수영 선수)
김민석(金珉錫, 1979년 2월 3일 ~ )은 대한민국의 은퇴한 수영수영 선수이다. 2002년 아시안 게임 자유형 50m에서 금메달을 땄다.